# Thompsoniana vandepolli
Thompsoniana vandepolli es una especie de escarabajo longicornio del género Thompsoniana, tribu Callichromatini, orden Coleoptera. Fue descrita científicamente por Ritsema en 1899.
El período de vuelo ocurre durante los meses de marzo, abril, mayo, junio y julio.

## Descripción
Mide 19 milímetros de longitud.

## Distribución
Se distribuye por Malasia.